# 1946 en Nouvelle-Écosse
Chronologie de la Nouvelle-Écosse
- 1942
- 1943
- 1944
- 1945
- 1946
- 1947
- 1948
- 1949
- 1950

Cette page concerne des événements survenus en 1946 dans la province canadienne de la Nouvelle-Écosse.

## Politique
- Premier ministre : Angus L. Macdonald
- Chef de l'Opposition :
- Lieutenant-gouverneur : Henry Ernest Kendall
- Législature :

## Naissances
- Germaine Comeau, romancière et dramaturge acadienne née à Yarmouth.

- 12 avril : John Dunsworth, acteur canadien né à Bridgewater. Il est le père de l'actrice Molly Dunsworth.

## Décès
- 15 février : Ernest Howard Armstrong (né le 27 juillet 1864 à Kingston et  mort à Bridgewater), avocat et homme politique canadien, premier ministre de la Nouvelle-Écosse de 1923 à 1925.